# Prunus tschonoskii
Prunus tschonoskii är en rosväxtart som beskrevs av Emil Bernhard Koehne. Prunus tschonoskii ingår i släktet prunusar, och familjen rosväxter. Utöver nominatformen finns också underarten P. t. yanashimana.